# Los Reyes de Salgado
Los Reyes de Salgado es la localidad cabecera del municipio de Los Reyes, en el estado de Michoacán de Ocampo, México.

## Toponimia
A través de una cédula real el 12 de mayo de 1594, con el material humano de san Gabriel, san Rafael, san Pedro Aquitzuato y san Pedro Petlacala, se fundó el pueblo que los franciscanos denominaron «Los Santos Reyes» o «Los Tres Reyes», como indistintamente se le llamó en los primeros años de su fundación.
En 1837 adquirió la cabecera del distrito poniente. Durante la gubernatura del general Epitacio Huerta, el Congreso del Estado, en 1859 le asignó la categoría de «villa», llevando el nombre de «Villa de Salgado», en memoria del patriota don José Salgado, originario de este lugar, quien fuera además el primer gobernador electo del Estado. El 20 de junio de 1950 el Congreso de Michoacán le otorgó a la cabecera municipal la categoría de «ciudad», con el nombre de «Los Reyes de Salgado». 

## Historia
Durante la última década del siglo XVI, los españoles fundaron en 1594 el pueblo de Los Reyes. Los investigadores Mariano de Jesús Torres, José Guadalupe Romero y fray Manuel de Rojas, consideran que fray Juan de San Miguel es el fundador del lugar, de acuerdo con la cédula real del 12 de mayo de ese año.
En lo que se refiere al aspecto eclesiástico, el pueblo de Los Reyes en un principio dependió del curato de Peribán; sin embargo el franciscano fray Francisco de Aboitia, apoyándose en la población, procedió a la construcción de una capilla, lo que hizo posible que para 1648, un pequeño templo y un hospital presentara sus servicios a los habitantes.
En el período de lucha insurgente por la independencia de México, en este pueblo un insurgente apodado «el pachón» instaló e hizo funcionar al máximo una fábrica de pólvora, con el objetivo de suministrar a las tropas libertadoras que operaban en la región y en el oriente de Jalisco.
Después de consumada la independencia, Los Reyes fue un pueblo que evolucionó rápidamente en el aspecto político: en 1837 adquirió la categoría de cabecera de partido del Distrito Poniente; y en 1861, obtuvo la categoría de Distrito, de acuerdo con la división territorial asumida por el Estado.
Los Reyes tuvo tal importancia económica y demográfica que para el año de 1873 se había convertido en el principal centro urbano del entonces Valle de Peribán y de la periferia de la Meseta purépecha.

## Demografía

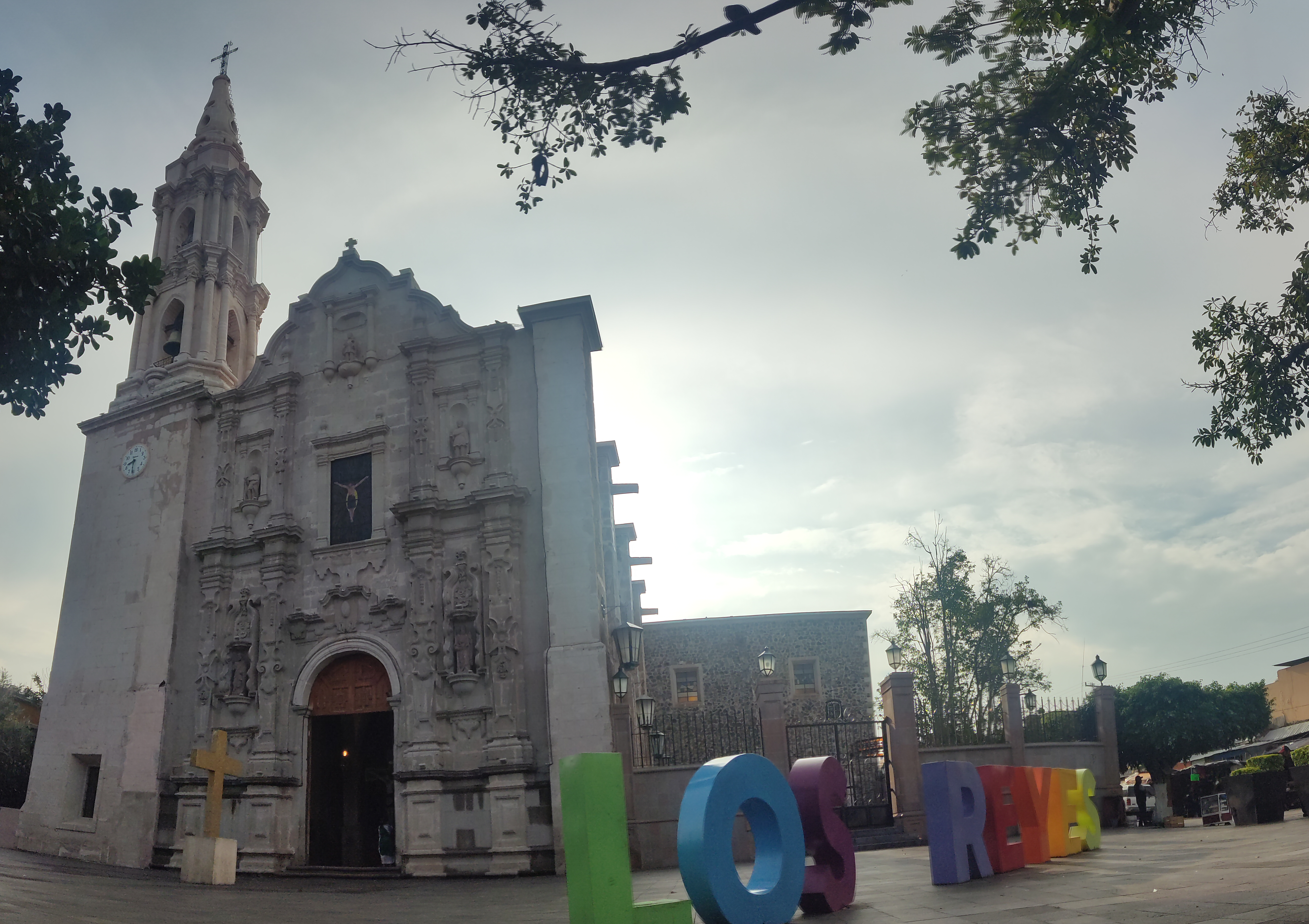
Parroquia de Los Santos Reyes, Los Reyes de Salgado

La ciudad de Los Reyes de Salgado cuenta con una población de 49 940 habitantes según datos del XIV Censo General de Población y Vivienda llevado a cabo por el INEGI, por lo cual es la 13.ª ciudad más poblada de Michoacán. La ciudad ha experimentado un increíble crecimiento demográfico en los últimos años debido al auge de fuentes de empleo que ofrece la ciudad como lo son lo relativo a la agriculturad de frutos como el aguacate, zarzamora, entre otros vegetales, lo que atrae migración del interior del estado y de otros lugares de la República mexicana.
| Gráfica de evolución demográfica de Los Reyes de Salgado entre 1900 y 2020                        |
|                                                                                                   |
| Población de los censos del Instituto Nacional de Estadística y Geografía (INEGI) de 1900 a 2020. |

## Fiestas
- 1 de enero. Día del Señor de la Misericordia (parroquia de Los Santos Reyes), fiesta principal de la ciudad.
- 6 de enero. Día de los Santos Reyes (parroquia de Los Santos Reyes).
- 2 de febrero. Día del Divino Niño (parroquia de Santa Rosa).
- 1 de mayo. Día del trabajo (parroquia de San José).
- 3 de mayo. Día de la Santa Cruz.
- 12 de mayo. Aniversario de la fundación de la ciudad. Se organiza en la plaza principal de la ciudad, una feria artesanal donde, además de artículos tradicionales, también se ofrecen productos elaborados en base de las frutillas de la región, como la zarzamora, frambuesa, fresa, arándano y aguacate. Se muestra al público algunos de los procesos básicos para transformar la caña de azúcar en sus derivados.
- 19 de junio. Día del Corpus Christi.
- 24 de junio. Día de San Juan.
- 16 de julio. Día de La Virgen del Carmen (parroquia del Carmen).
- 15 de agosto. Día de la Virgen de la Asunción.
- 30 de agosto. Día de Santa Rosa (parroquia de Santa Rosa).
- 28 de octubre. Día de San Judas Tadeo.
- 22 de noviembre. Fiesta Santa Cecilia.

## Economía local

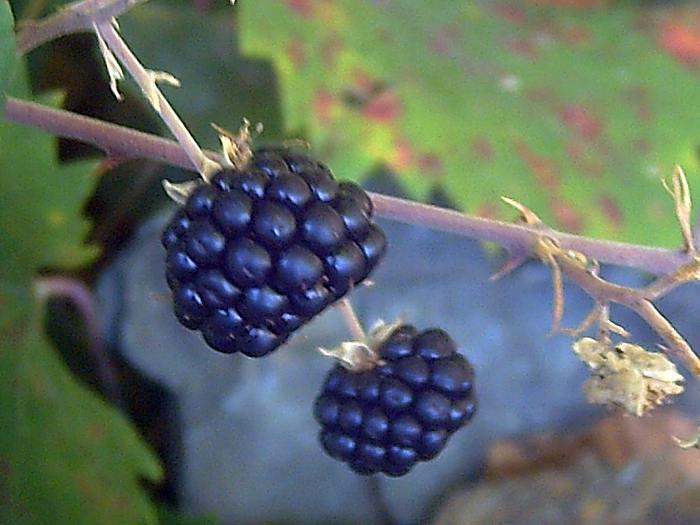
Los Reyes ha sido considerada la capital de la zarzamora.

La ciudad es un importante centro agroindustrial y enclave comercial de la región. Es tierra propia para el cultivo de caña de azúcar, por eso desde hace más de cuatro siglos hay fábricas de azúcar y alcohol; actualmente la fruticultura ha destacado en primer lugar con la zarzamora, frambuesa y el arándano, seguida por el aguacate, el durazno, la fresa y otros cultivos.
- Agricultura presente y potencial: caña de azúcar, jitomate, aguacate, guayaba, plátano, durazno, granada roja, maíz, fresa, zarzamora, frambuesa, arándano, mango, jícama, zapote negro y blanco, dátil, jamaica, arroz, mamey, arrayán, camichín, pinzán, limón y frijol.
- Ganadería: ganado bovino, porcino, lanar, caballar y caprino.
- Recursos forestales: se explotan principalmente las resinas y la madera en la zona serrana.
- Industria: ingenio para la elaboración de productos de azúcar y alcohol, procesadoras de madera, empaques exportadores de zarzamora, frambuesa, arándano y aguacate; y es centro comercial de gran parte de tierra caliente michoacana y de tierra caliente de comunidades cercanas de Jalisco.

## Infraestructura

### Universidades
- Instituto Tecnológico Superior de Los Reyes
- Universidad Montrer
- ICEP Los Reyes

### Iglesias
- Parroquia de Los Santos Reyes
- Parroquia de Santa Rosa de Lima
- Parroquia de San José Obrero
- Parroquia de La Virgen del Carmen
- Monasterio Católico Ortodoxo de San Miguel Arcángel

### Bibliotecas
- Biblioteca Profr. Gilberto Raya (municipal)
- Biblioteca Atapan
- Biblioteca Jorhenani

### Accesos
Carreteras pavimentadas a Pamatácuaro, Zicuicho, desde Charapan; a Zacán desde Angahuan; San Rafael, Atapan, Los Limones, desde Santa Clara de Valladares (municipio de Tocumbo); a Los Reyes de Salgado desde Peribán y Tingüindín.

## Turismo

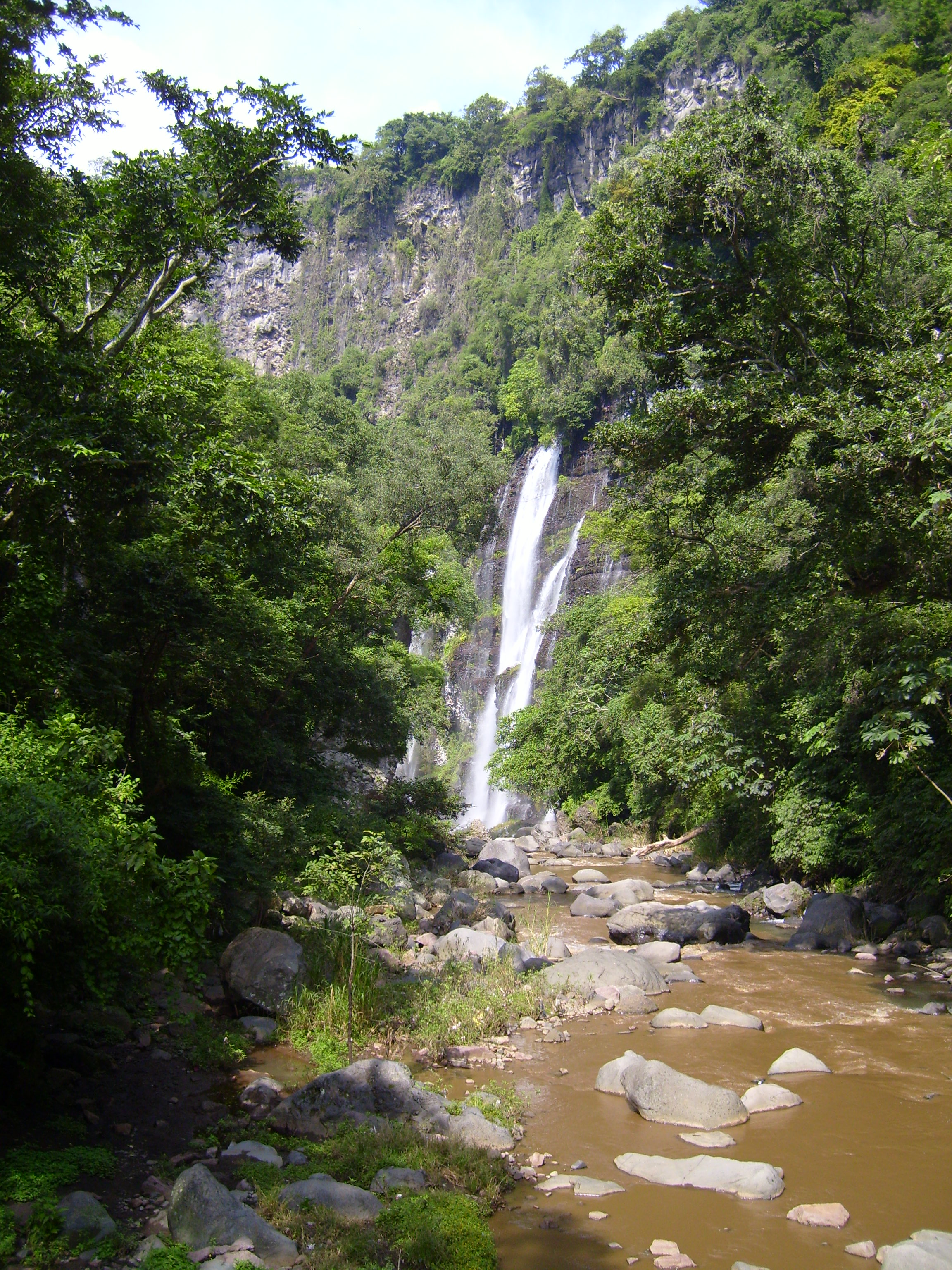
El mayor atractivo turístico en Los Reyes son Los Chorros Del Varal.

Los Chorros del Varal son un conjunto de caídas de agua provenientes de un río subterráneo de aproximadamente 70 metros de altura, vertiente del río Tepalcatepec y por donde tiene su cauce el río Apupátaro, que en su caída forman un río en el que se puede nadar. Se encuentra a veinte minutos de viaje desde la ciudad de Los Reyes; después es necesario descender por unas escaleras que cuentan con descansos, hasta el mirador se pueden contar aproximadamente 1001 gradas. Este es uno de los sitios de ecoturismo que tiene el Estado de Michoacán por su exuberante vegetación selvática.

### Monumentos históricos
Parroquia de los Santos Reyes y capilla de San Gabriel (del siglo XVI) cuya cúpula se encuentra pintada con motivos religiosos. 

## Personajes
- Clemente de Jesús Munguía (1810-1868), filósofo y arzobispo de Michoacán.
- Martín Barragán Carranza, militar.
- Genaro González García.
- José María González García.
- José Jesús Trinidad Salgado (1787-1835), insurgente y segundo gobernador de Michoacán.
- Gral. Sabás Valladares, militar revolucionario.
- Maestro Gilberto Raya, educador.
- Maestra Clara Magaña Luviano, educadora y pedagoga.
- Dr. Raúl Hernández (1906-2015), médico humanista.